# الطريق الوطني رقم 9 (الجزائر)
الطريق الوطني رقم 9 هو طريق جزائري وطني يربط بين مدينتي بجاية وسطيف ويشمل الطريق، على أكبر نفق في الجزائر (7 كلم) الكائن تحت سلسلة جبال البابور. اتجاه الطريق شمال/جنوب. بني في عام 1879.
يمر بعدة مدن أهمها بجاية، تيشي،أوقاس، سوق الإثنين، درقينة، خراطة، تيزي نبشار، عموشة، الأوريسية، سطيف يبلغ الطول الإجمالي للطريق 107 كم.

## مسار
مسارالطريق يمر بعدة مدن أهمها جاية، تيشي،أوقاس، سوق الإثنين، درقينة، خراطة، تيزي نبشار، عموشة، الأوريسية، سطيف

## إزوداجية الطريق
الطريق مزودج في المقاطع التالية:
- ابتداءا من المخرج الشمالي لمدينة سطيف لغاية حدود ولايتي سطيف وبجاية أي على مسافة 39 كم ما عادا المقاطع العابرة لمدن عموشة، تيزي نبشار.
- ابتداءا من المخرج الغربي لمدينة سوق الإثنين لغاية الطريق الوطني رقم 12 على مسافة 32 كم

يبلغ مجموع طول الطريق المزودج حوالي 55 كم وبذلك يشكل 50% من الطول الإجمالي للطريق.

### مقالات ذات صلة
- قائمة الطرق الوطنية في الجزائر
- وزارة الأشغال العمومية الجزائرية